# Iurie Darie
Iurie Darie (14 de marzo de 1929 - 9 de noviembre de 2012) fue un prolífico actor rumano. Nació en Vadul-Raşcov, Condado de Soroca, Reino de Rumania. Hizo su debut en el cine en 1953. Durante sus últimos años sufrió de diversos problemas de salud, incluyendo insuficiencia respiratoria y cardiaca, y derrame cerebral. Murió en la noche del 9 de noviembre de 2012 rodeado de su familia.

## Filmografía seleccionada
Según IMDb, Iurie Darie ha aparecido en 50 películas y series de televisión en su carrera de 60 años.
- A Bomb Was Stolen (1961)
- The Subterranean (1967)
- A Woman for a Season (1969)
- Numai iubirea (2004)